# En aften igjen
«En aften igjen» —en español: «Una noche de nuevo»— es una canción de Inger Jacobsen interpretada en noruego y publicada en 1960. Participó en la primera edición del Melodi Grand Prix.

## Festival de Eurovisión

### Melodi Grand Prix 1960
Esta canción participó en el Melodi Grand Prix, celebrado en dos ocasiones ese año —la semifinal en el 2 de febrero y la final, presentada por Erik Diesen y Odd Gythe, el 20 de febrero—. La canción fue interpretada en sexto lugar el día de la semifinal por Jacobsen, precedida por ella misma con «En drøm er alt» y seguida por Jens Book-Jenssen con «Det blir sol hvor vi seiler». Finalmente, quedó en octavo puesto de 11, con 25 puntos y sin pasar a la final.